# Czterej Apostołowie
Czterej Apostołowie (niem. Die vier Apostel) – dyptyk namalowany w 1526 przez niemieckiego artystę Albrechta Dürera. Dzieło obecnie znajduje się w zbiorach Starej Pinakoteki w Monachium.